# Michael Ondaatje
Michael Ondaatje (Colombo, Sri Lanka, 12 september 1943) is een Canadees schrijver, van Burgher-oorsprong (Tamil-Nederlands).

## Leven en werk
Ondaatje kwam in 1954 met zijn moeder vanuit Sri Lanka naar Engeland en vestigde zich in 1962 in Canada, alwaar hij ook de Canadese nationaliteit aannam. Hij studeerde kunstgeschiedenis aan de Universiteit van Toronto en later aan Queen's University in Kingston, Ontario (Master of Arts). Van 1971 tot 1983 doceerde hij in Toronto aan de York University en Glendon College. In 1988 werd hem de Orde van Canada verleend.
Hoewel Ondaatje een veelomvattend oeuvre op zijn naam heeft (ook poëzie, scenario’s, non-fictie), is hij het meest bekend als schrijver van romans. Zijn romans bestaan vaak uit “snapshots”, korte, filmische scènes, die hij ingenieus met elkaar verbindt. Kenmerkend is het voortdurend wisselen van het perspectief van tijd en verteller. In al zijn werken is sprake van een continu sterk dwingende handelingsrichting. Typerend zijn ook zijn minutieus gedetailleerde beschrijvingen. Vooral zijn vroege poëtische werken  The Collected Works of Billy the Kid en Coming Through Slaughter kenmerken zich door een sterk beeldend taalgebruik en veel metaforen. Zijn werken hebben alle een sterk poëtische ondertoon.
Ondaatje verkreeg wereldbekendheid met zijn roman The English Patient (1992), waarvoor hij in 1992 de Booker Prize ontving en in 2018 de Golden Man Booker Prize (een publieksprijs ter gelegenheid van het 50-jarig jubileum van de Booker Prize) en waarvan later een Oscar winnende film werd gemaakt (The English Patient). Ondaatje maakte ook zelf naam als maker van verschillende succesvolle films.

## Varia
- Michael is de broer van Philip Christopher Ondaatje (1933), bekend zakenman, filantroop en eveneens schrijver.
- Pearl Ondaatje, radiopresentatrice en pionier van Radio Ceylon, het oudste radiostation van Azië, is familie van hem.

### Romans
- 1976: Coming Through Slaughter
- 1987: In the Skin of a Lion
- 1992: The English Patient
- 2000: Anil's Ghost
- 2007: Divisadero
- 2011: The Cat's Table
- 2018: Warlight (Nederlandse vertaling 2018 door Inger Limburg en Lucie van Rooijen: Blindganger)

### Poëzie
- 1962: Social Call, The Love Story, In Search of Happiness
- 1967: The Dainty Monsters
- 1969: The Man with Seven Toes
- 1970: The Collected Works of Billy the Kid: Left-handed Poems
- 1973: Rat Jelly
- 1978: Elimination Dance/La danse eliminatoire
- 1979: There's a Trick with a Knife I'm Learning to Do: Poems, 1963-1978
- 1984: Secular Love
- 1986: All along the Mazinaw: Two Poems
- 1986: Two Poems, Woodland Pattern
- 1989: The Cinnamon Peeler: Selected Poems
- 1998: Handwriting
- 2006: The Story

### Overig
- 1970: Leonard Cohen (literaire kritiek)
- 1973: The Collected Works of Billy the Kid (drama)
- 1980: Coming through Slaughter (drama)
- 1982: Running in the Family (memoires)
- 1982: Tin Roof
- 1987: In the Skin of a Lion (drama)
- 1994: An H in the Heart: A Reader
- 2002: The Conversations: Walter Murch and the Art of Editing Film
- 2004: Vintage Ondaatje